# Вослома
Вослома — деревня Арефинского сельского поселения Рыбинского района Ярославской области.
Деревня находится на расстоянии 4,5 км к северо-западу от центра сельского поселения села Арефино. Это один из северных населённых пунктов сельского поселения, лежащих у границы Рыбинского и Пошехонского районов. Деревня расположена на левом берегу реки Восломка, правого притока реки Ухра. Это единственный населённый пункт на берегах реки Восломка, стоящий на расстоянии 2,5 км от её устья. На север от деревни на расстоянии 3 км лесной массив вплоть до долины реки Ега, деревни в которой относятся к Пошехонскому району. На восток — обширный лесной незаселённый массив бассейнов рек Вослома и Вогуй. протянувшийся на 18-20 км. В южном направлении от деревни идёт дорога к стоящей на расстоянии около 1,5 км деревне Патрикеево, единственный транспортный путь деревни Вослома.
Деревня Вослома указана на плане Генерального межевания Рыбинского уезда 1792 года. 
Вослома была имением князей Ухтомских, в нём родились архиепископ Андрей и академик А. А. Ухтомский.
На 1 января 2007 года в деревне Вослома не числилось постоянных жителей. Почтовое отделение, расположенное в центре сельского поселения селе Арефино, обслуживает в деревне Вослома 6 домов.